# Pedro A. Berenguer
Pedro Alcántara Berenguer y Ballester (Murcia, 1852-Ciudad Real, 1901) fue un militar, escritor y profesor español.

## Biografía
Nació en Murcia el 19 de octubre de 1852 y estudió en el Instituto de Segunda Enseñanza de la ciudad. Comandante de infantería, fue profesor de la Escuela de Guerra y miembro correspondiente de la Real Academia de la Historia y la Academia de Bellas Artes. Colaboró en publicaciones periódicas como Revista Militar Española (1860-1863), Revista Técnica de Infantería y Caballería, Revista de la Sociedad Central de Arquitectos (1885), Revista Contemporánea (1897-1899) y Boletín de la Sociedad Española de Excursiones (1897). Autor, junto a Francisco Barado y Font, de la obra César en Cataluña : episodio histórico militar de la dominación romana en España, falleció en Ciudad Real el 2 de mayo de 1901.